# Japenzin
Japenzin ist seit dem 7. Juni 2009 ein Ortsteil der Gemeinde Spantekow im Landkreis Vorpommern-Greifswald in Mecklenburg-Vorpommern.

## Geografie und Verkehr

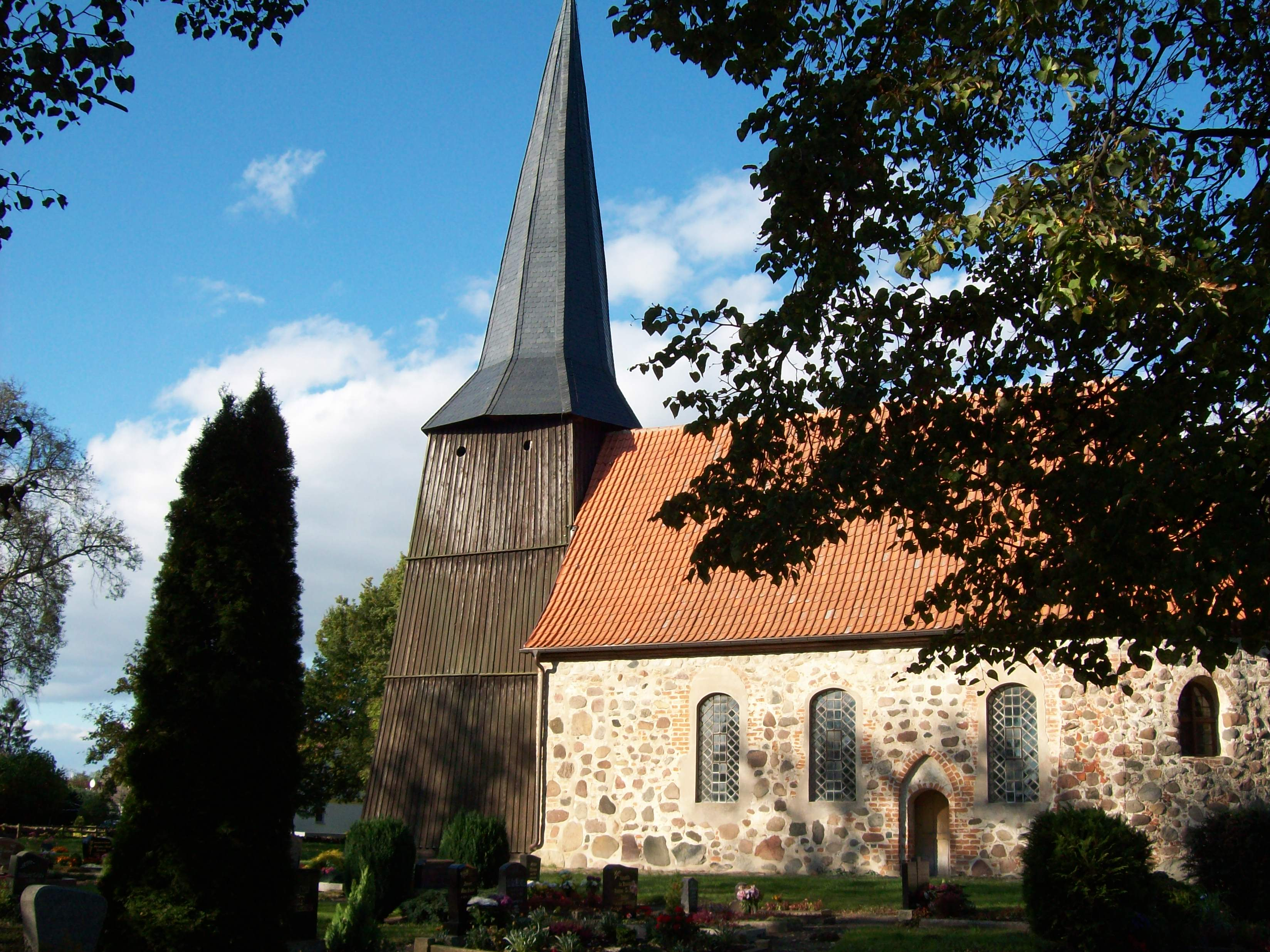
Feldsteinkirche in Japenzin

Japenzin liegt südlich der Bundesstraße 199 an der Grenze zwischen Vorpommern und Mecklenburg. Die Stadt Anklam liegt etwa 20 Kilometer nordöstlich. Die Bundesautobahn 20 ist über die Anschlussstelle Anklam in rund zehn Kilometern Entfernung zu erreichen. Den Süden der Gemarkung durchfließt der Große Landgraben. Die Linie 212 der Anklamer Verkehrsgesellschaft stellt wochentags eine Busverbindung in die Kreisstadt Anklam her. Nächster Bahnanschluss ist der Bahnhof Anklam an der Strecke Stralsund – Berlin.

## Geschichte
Japenzin wurde im Jahr 1292 erstmals als Iapentzin urkundlich erwähnt. Erst ab 1301 wird für den Ort die Schreibung mit J eingeführt, aber noch länger tauchen verschiedene Schreibweisen auf. Die Herkunft des slawischen Namens wird von einem Personennamen, aber auch vom Wortstamm mit offenbaren oder wachen vermutet.
Japenzin ist von der Form her ein Angerdorf mit Kirchhof und Kirche im Mittelpunkt und einer Ringstraße. Von der Funktion her war es ein in Vorpommern eher seltenes Bauerndorf mit Dreiseithöfen um den Anger, aber auch mehreren Siedlungshöfen außerhalb des Dorfes, die sogenannten Abbaue. Dazu kamen 3 Windmühlen, von denen aber nur noch eine als Relikt vorhanden ist, weil sie einen gemauerten Unterbau hat.
Zeitgleich mit den Kommunalwahlen am 7. Juni 2009 wurden die bis dahin eigenständigen Gemeinden Japenzin und Drewelow nach Spantekow eingemeindet.
Ortsteile der ehemaligen Gemeinde waren: Japenzin und Rehberg
Chronologie
| Zeit              | Ereignis                                                                                      |
| ----------------- | --------------------------------------------------------------------------------------------- |
| März 1301         | Erste urkundliche Erwähnung des Ortes Japenzin                                                |
| 1. Februar 1475   | Erste Urkundliche Erwähnung Rehbergs                                                          |
| 1533              | Japenzin gehört zur Begüterung Spantekow                                                      |
| 1567              | Die Kirche in Japenzin ist eine Tochterkirche zu Iven                                         |
| 1667              | Der Turm der Kirche wurde mit Holz erneuert                                                   |
| 1729              | Die Leibeigenschaft wurde aufgehoben                                                          |
| 1759              | Japenzin ist ein adliges Dorf                                                                 |
| 2. Juli 1781      | Durch ein Gewitter werden zwei Bauernhöfe in Japenzin zerstört                                |
| 1810              | Die Bauern von Japenzin sind frei von der Gutsuntertänigkeit Spantekows                       |
| 1821              | Die Schule wird gebaut.                                                                       |
| 1835              | Japenzin besitzt 33 Häuser und 319 Einwohner                                                  |
| 9. Dezember 1852  | Die niederdeutsche Schriftstellerin und Heimatdichterin Pauline Kroß wird in Japenzin geboren |
| 7. Juli 1856      | Ausschluss Japenzins aus der Schwerinsburger Linie                                            |
| 13. Juli 1856     | Graf Viktor von Schwerin auf Schwerinsburg erwarb Japenzin                                    |
| 1861              | In Japenzin existieren zwei Windmühlen                                                        |
| 1874              | Exzellenz Albert Julius Graf von Ziethen–Schwerin kauft Japenzin,                             |
| 2. Juni 1902      | Gründung der Freiwilligen Feuerwehr in Japenzin                                               |
| 1. Dezember 1910  | Laut Gemeindeverzeichnis 1900 hat Japenzin 389 Einwohner                                      |
| 1912              | Die Ländliche Spar- und Darlehnskasse in Japenzin eröffnet                                    |
| 1918              | Japenzin und Rehberg beklagen 12 Gefallene des Ersten Weltkriegs                              |
| 1928              | Ein Turnverein wird in Japenzin gegründet                                                     |
| 21. Dezember 1929 | Die Schriftstellerin Anita Heiden-Berndt wird in Japenzin geboren                             |
| 1. Mai 1935       | Übergabe der neu angelegten Chaussee                                                          |
| 29. April 1945    | Besetzung Japenzins durch die Rote Armee                                                      |
| 2. September 1945 | Japenzin hat 1012 Einwohner                                                                   |
| 30. Dezember 1952 | 10 Männer und 9 Frauen gründeten die LPG „Neuer Weg“                                          |
| 1953              | Rehberg wird angegliedert                                                                     |
| Mai 1953          | Die LPG hatte 39 Mitglieder                                                                   |
| 1954              | Bauern aus Rehberg schließen sich der LPG Japenzin an                                         |
| 1. April 1960     | Übergabe des MTS-Stützpunktes                                                                 |
| 7. April 1996     | Glockeneinweihung mit feierlichem Gottesdienst                                                |
| 7. Juni 2009      | Eingliederung der Gemeinde Japenzin in die Gemeinde Spantekow                                 |
| Oktober 2009      | Der Dorfteich wird ausgebaggert und saniert                                                   |
| Frühjahr 2011     | Die neue Asphaltstraße nach Rebelow wird fertiggestellt und übergeben                         |
| Dezember 2012     | Die mittlere Glocke („Cobrower“ Glocke) bekommt einen automatischen Motor zum Läuten          |

## Sportvereine
In Japenzin besteht der Sportverein SV 95 Japenzin.

## Persönlichkeiten
- Pauline Scherping (1852–1932), deutsche Heimatdichterin
- Anita Heiden-Berndt (1929–2005), deutsche Schriftstellerin und Hörspielautorin

## Sehenswürdigkeiten
- Kirche Japenzin (um 1300)